# Pittocaulon
Pittocaulon é um género botânico pertencente à família Asteraceae.

## Espécies
- Pittocaulon bombycophole (Bullock) H.Rob. & Brettell
- Pittocaulon calzadanum B.L.Turner
- Pittocaulon filare (McVaugh) H.Rob. & Brettell
- Pittocaulon hintonii H.Rob. & Brettell
- Pittocaulon praecox (Cav.) H.Rob. & Brettell
- Pittocaulon velatum (Greenm.) H.Rob. & Brettell

1. ↑  «Pittocaulon — World Flora Online». www.worldfloraonline.org. Consultado em 19 de agosto de 2020